# Ouadji
Ouadji (le Serpent), aussi nommé Djet, est le nom d'Horus du quatrième souverain connu de la Ire dynastie pendant la période thinite.

## Généalogie
Les liens généalogiques du roi sont inconnus, bien que le fait d'être le père de son successeur Den et l'époux de la reine Merneith (ou Meret-Neith), cette dernière portant le titre « La Première (des femmes) », typique des épouses royales de la dynastie, et le titre de « Mère du roi », titre qu'elle porte en tant que mère de Den,,.
La question de ses liens avec son prédécesseur Djer sont plus débattus faute de document. S'il est souvent considérée comme le fils de Djer car, du fait qu'il est son successeur dans le cadre d'une royauté où la succession se base sur la transmission de père en fils, l'égyptologue Jean-Pierre Pätznick propose quant à lui le fait que ce soit son épouse Merneith qui soit fille de Djer et par elle que le lien dynastique est maintenue entre Djer, Ouadi et Den ; il base son hypothèse sur la place extraordinaire qu'a occupé la reine et ce, visiblement, dès le règne de Djer comme le montrent des sceaux découverts dans la tombe S3503 à Saqqarah sur lesquels sont figurés les serekhs de Djer et Meretneith, respectivement surmontés du faucon Horus et du symbole de Neith.
Il est possible qu'une dame nommée Âhaneith, enterrée dans l'une des tombes subsidiaires situées autour de la tombe du roi Djer et où la stèle UC 14268, a été découverte, soit l'une des épouses du roi, mais cela n'est pas certain car aucun titre n'a été retrouvé.
|  |  |  |  |  |  |  |  |  |  |  |  |  |  | Djer   | Djer   | Djer   | Djer   | Djer   | Djer   |  |  |     |  |  |  |  |  |  |  | Herneith | Herneith | Herneith | Herneith | Herneith | Herneith |  |  |  |  |  |  |  |  |  |  |  |  |  |  |  |  |  |  |  |  |  |  |  |  |  |  |  |  |
|  |  |  |  |  |  |  |  |  |  |  |  |  |  | Djer   | Djer   | Djer   | Djer   | Djer   | Djer   |  |  |     |  |  |  |  |  |  |  | Herneith | Herneith | Herneith | Herneith | Herneith | Herneith |  |  |  |  |  |  |  |  |  |  |  |  |  |  |  |  |  |  |  |  |  |  |  |  |  |  |  |  |
|  |  |  |  |  |  |  |  |  |  |  |  |  |  |        |        |        |        |        |        |  |  |     |  |  |  |  |  |  |  |          |          |          |          |          |          |  |  |  |  |  |  |  |  |  |  |  |  |  |  |  |  |  |  |  |  |  |  |  |  |  |  |  |  |
|  |  |  |  |  |  |  |  |  |  |  |  |  |  |        |        |        |        |        |        |  |  |     |  |  |  |  |  |  |  |          |          |          |          |          |          |  |  |  |  |  |  |  |  |  |  |  |  |  |  |  |  |  |  |  |  |  |  |  |  |  |  |  |  |
|  |  |  |  |  |  |  |  |  |  |  |  |  |  | Ouadji | Ouadji | Ouadji | Ouadji | Ouadji | Ouadji |  |  |     |  |  |  |  |  |  |  | Merneith | Merneith | Merneith | Merneith | Merneith | Merneith |  |  |  |  |  |  |  |  |  |  |  |  |  |  |  |  |  |  |  |  |  |  |  |  |  |  |  |  |
|  |  |  |  |  |  |  |  |  |  |  |  |  |  | Ouadji | Ouadji | Ouadji | Ouadji | Ouadji | Ouadji |  |  |     |  |  |  |  |  |  |  | Merneith | Merneith | Merneith | Merneith | Merneith | Merneith |  |  |  |  |  |  |  |  |  |  |  |  |  |  |  |  |  |  |  |  |  |  |  |  |  |  |  |  |
|  |  |  |  |  |  |  |  |  |  |  |  |  |  |        |        |        |        |        |        |  |  |     |  |  |  |  |  |  |  |          |          |          |          |          |          |  |  |  |  |  |  |  |  |  |  |  |  |  |  |  |  |  |  |  |  |  |  |  |  |  |  |  |  |
|  |  |  |  |  |  |  |  |  |  |  |  |  |  |        |        |        |        |        |        |  |  | Den |  |  |  |  |  |  |  |          |          |          |          |          |          |  |  |  |  |  |  |  |  |  |  |  |  |  |  |  |  |  |  |  |  |  |  |  |  |  |  |  |  |

## Attestations

### Attestations contemporaines
Ouadji est attesté par plusieurs documents :
- provenant d'Abydos :
  - la tombe Z du roi dans laquelle ont été trouvés plusieurs documents, dont des scellements de jarres, des étiquettes, des fragments de vaisselle en pierre dont quatre sont inscrits au nom du roi ainsi qu'une stèle funéraire d'une très grande qualité ainsi qu'un peigne en ivoire[9],[10],
  - une étiquette dans la tombe subsidiaire Z3[11],
  - un sceau[12], deux étiquettes[13],[14],[15] et un fragment de vaisselle en pierre portant côte à côte les serekhs de Djer et d'Ouadji[16] ont été découverts dans la tombe T de son successeur Den ; y ont été découverts également les deux fameux sceaux sur lesquels sont inscrits les noms des rois de Narmer à Den pour l'un et de Narmer à Ouadji pour l'autre et incluant tous les deux l'inscription « mère du roi Merneith »[17],
  - le fameux sceau mentionnant les huit rois de la Ire dynastie, de Narmer à Qâ, découvert dans la tombe Q de Qâ[17],
  - un enclos funéraire du roi a également été découvert aux côtés de ceux des autres rois de la dynastie à un kilomètre à l'est du cimetière royal, à la lisière du désert[3],
- provenant de la nécropole memphite :
  - deux récipients en pierre (nos  16 en calcaire et 17 en calcite) découverts dans les galeries orientales sous la pyramide de Djéser[18],
  - des sceaux et des étiquettes d'Ouadji ont été découverts dans le mastaba S3504 à Saqqarah[3] ; sur l'une des étiquettes est inscrit ce qui semble être un nom de Nebty « Iterty » (Jtrty)[19],
  - des sceaux d'Ouadji ont été découverts un large mastaba, le no V, au sud de Gizeh[8],
- des sceaux d'Ouadji ont été découverts dans deux larges mastabas à Tarkhan[20],
- une inscription rupestre au Ouadi Abbad, dans le désert oriental à l'est d'El Kab, montre le serekh du roi précédé du signe ka ; à l'intérieur duquel est inscrit un autre signe, l'ensemble pourrait se lire Hemka, qui est peut-être le nom d'un membre de l'élite du règne[21],[22],
- une inscription rupestre au Shatt er-Rigal, dans le désert occidental au sud d'Edfou près du Gebel Silsileh, montre le serekh du roi avec une graphie particulière : le hiéroglyphe du papyrus suivi du hiéroglyphe du cobra égyptien en lieu et place du cobra seul[23],[20] ; George Legrain recopia également l'inscription mais contrairement à Petrie, coiffa le faucon Horus surmontant le serekh de la couronne pschent[24],
- un vase sans provenance connue inscrit avec le serekh du roi[25], faisant monter, avec ceux d'Abydos et Saqqarah, à huit le nombre de récipients en pierre portant le nom du roi,
- un socle de statue découvert à Nekhen pourrait lui appartenir[20].

#### Stèle funéraire et peigne d'Ouadji
Ouadji doit sa renommée à la survie, sous une forme bien conservée, d'une de ses stèles funéraires artistiquement raffinée. Elle est sculptée en relief avec le nom d'Horus Ouadji, et montre que le style égyptien était déjà pleinement développé à l'époque. Cette stèle a été découverte lors des campagnes de fouilles menées à Abydos à la fin du XIXe siècle par Émile Amélineau et est aujourd'hui exposée au Musée du Louvre. Un autre objet artistique daté du règne d'Ouadji est son peigne d'ivoire qui se trouve maintenant au Musée égyptien du Caire. Il s'agit de la plus ancienne représentation survivante du ciel symbolisée par les ailes déployées d'un faucon. Les ailes portent la barque de Sokaris ; sous la voute céleste, le serekh d'Ouadji est entouré de deux sceptres Ouas et d'un signe Ânkh.

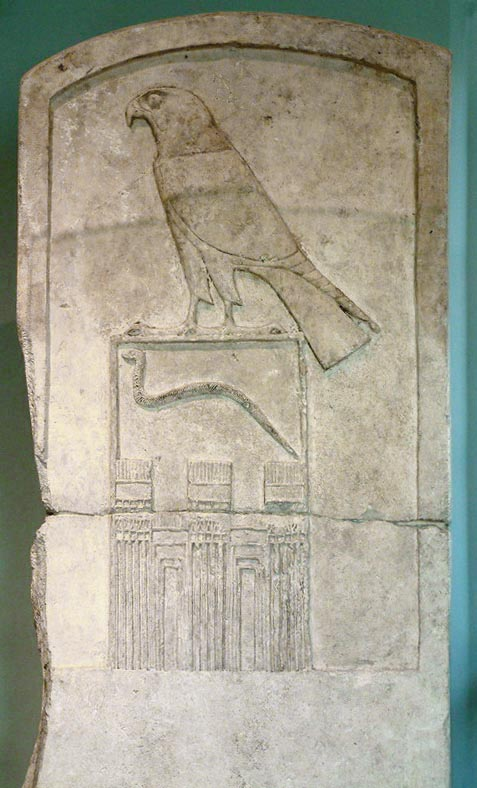
Famause stèle funéraire d'Ouadji provenant de la nécropole d'Ouum el-Qa'ab - Musée du Louvre, Paris (E 11007).
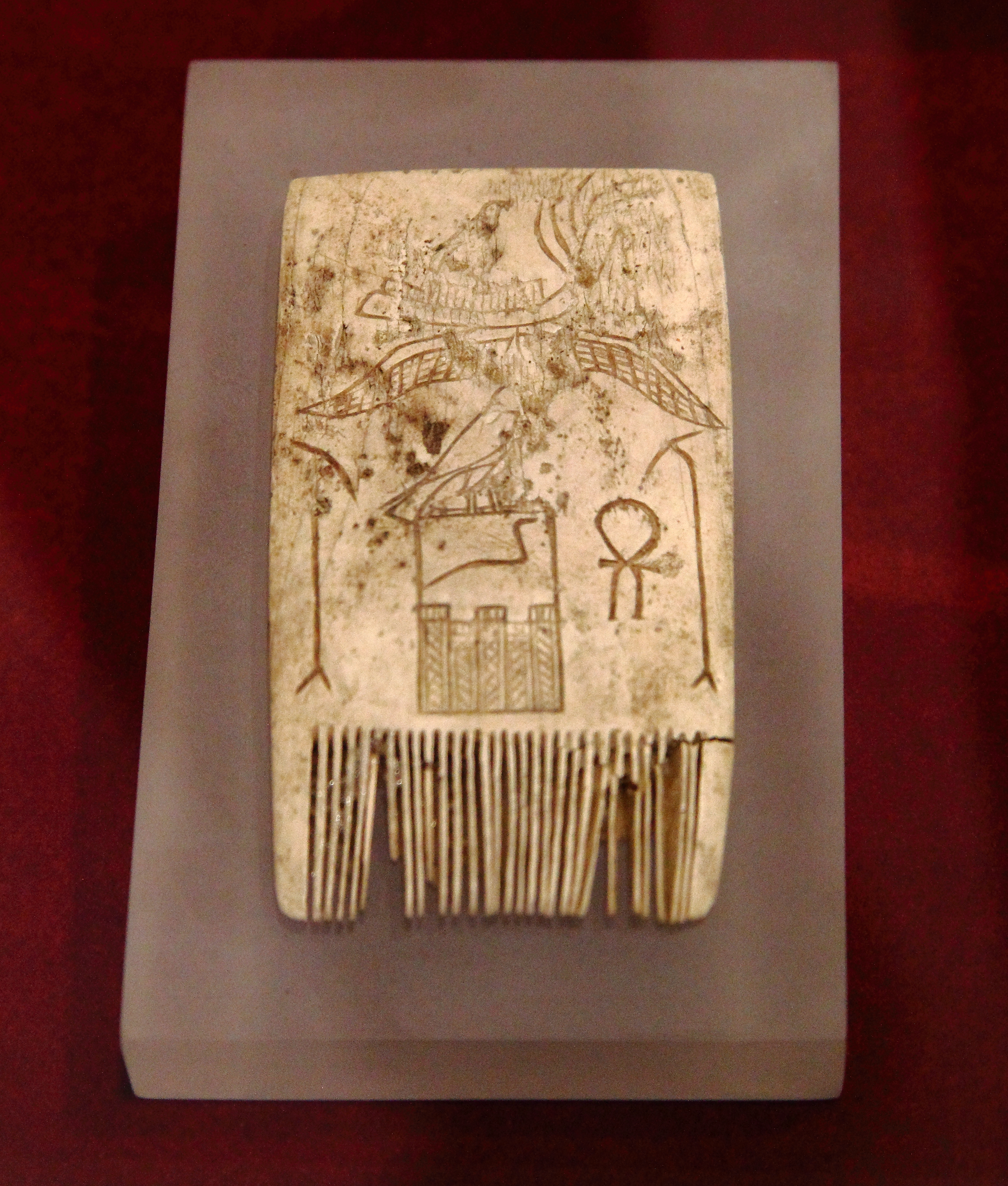
Fameux peigne en ivoire d'Ouadji - Musée égyptien du Caire.
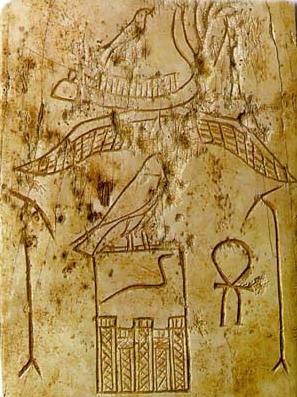
Gros plan sur l'inscription sur le peigne.
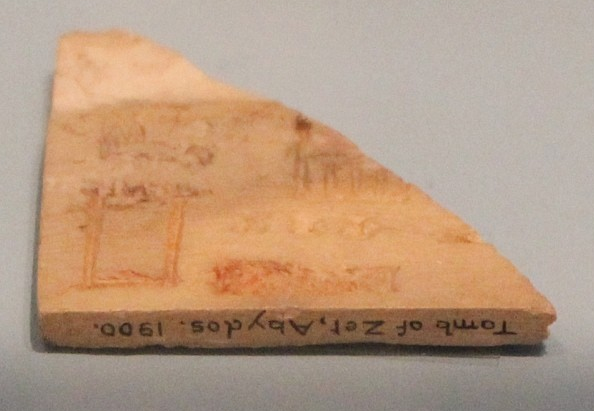
Étiquette d'ivoire de Djet découverte dans sa tombe - Ashmolean Museum, Oxford[27].
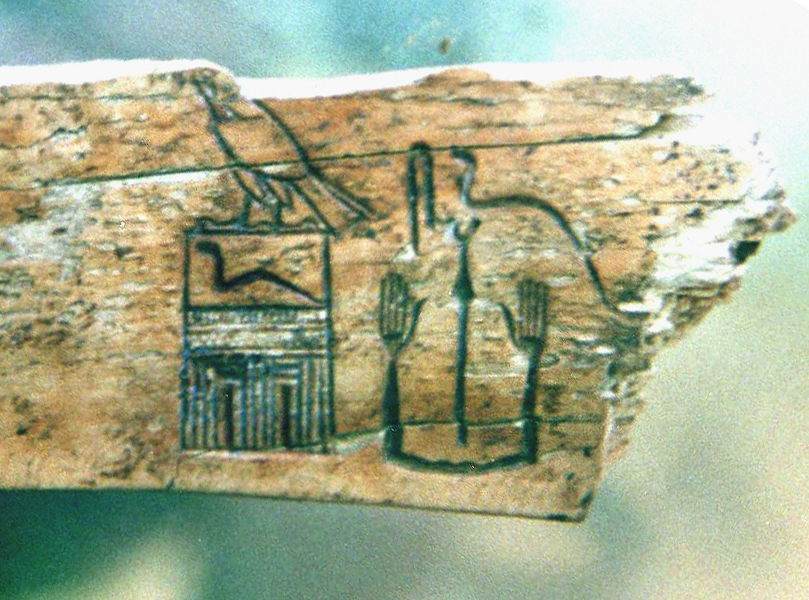
Étiquette inscrite au nom du roi et du haut fonctionnaire Sekhemka-Sedjet, découverte dans la tombe S3504 à Saqqarah - Musée égyptien du Caire.
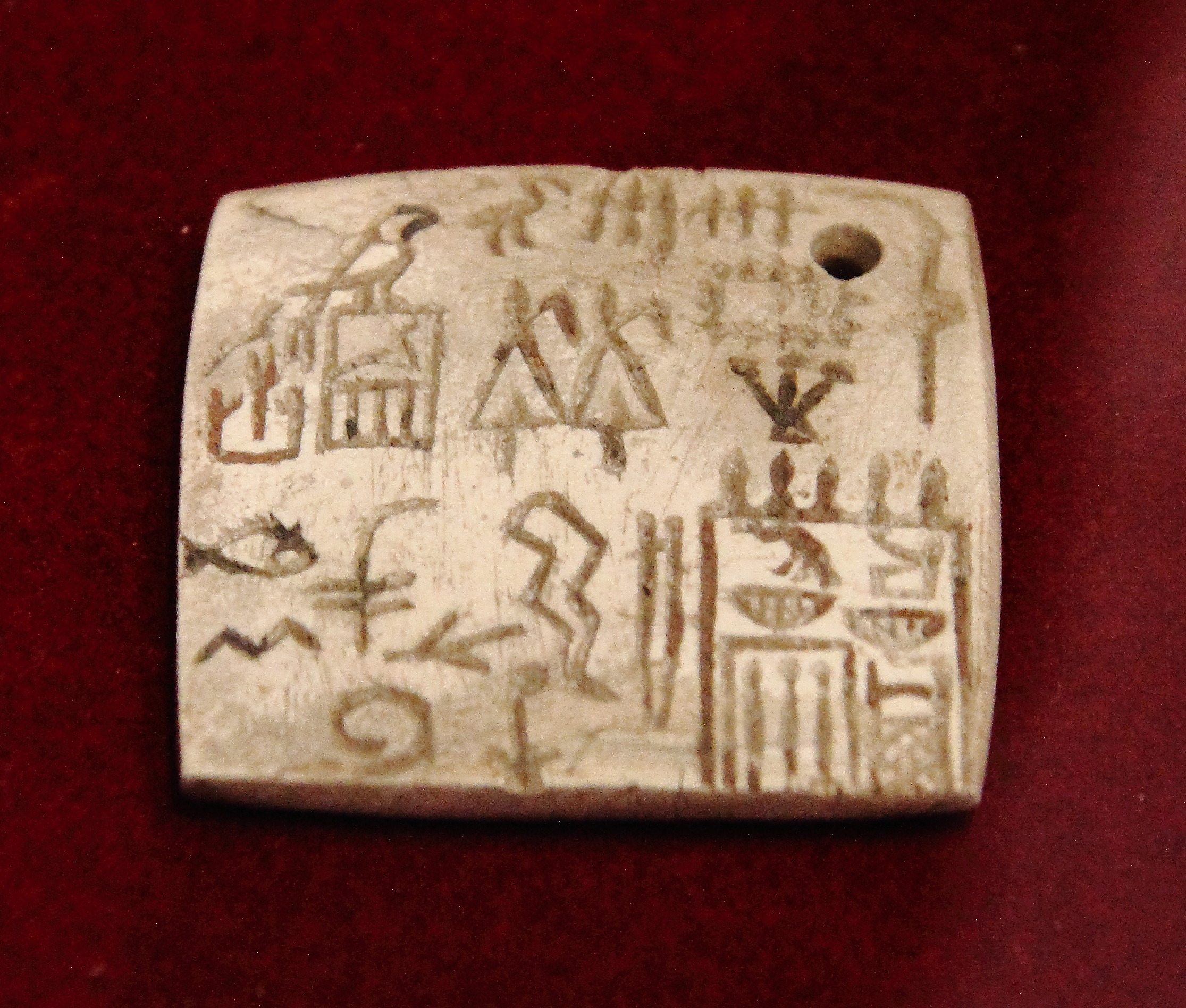
Étiquette inscrite au nom du roi et du haut fonctionnaire Sekhemka-Sedjet, découverte dans la tombe S3504 à Saqqarah - Musée égyptien du Caire ; le nom de Nebty « Iterty » (Jtrty) est situé en bas à droite de l'étiquette[19].
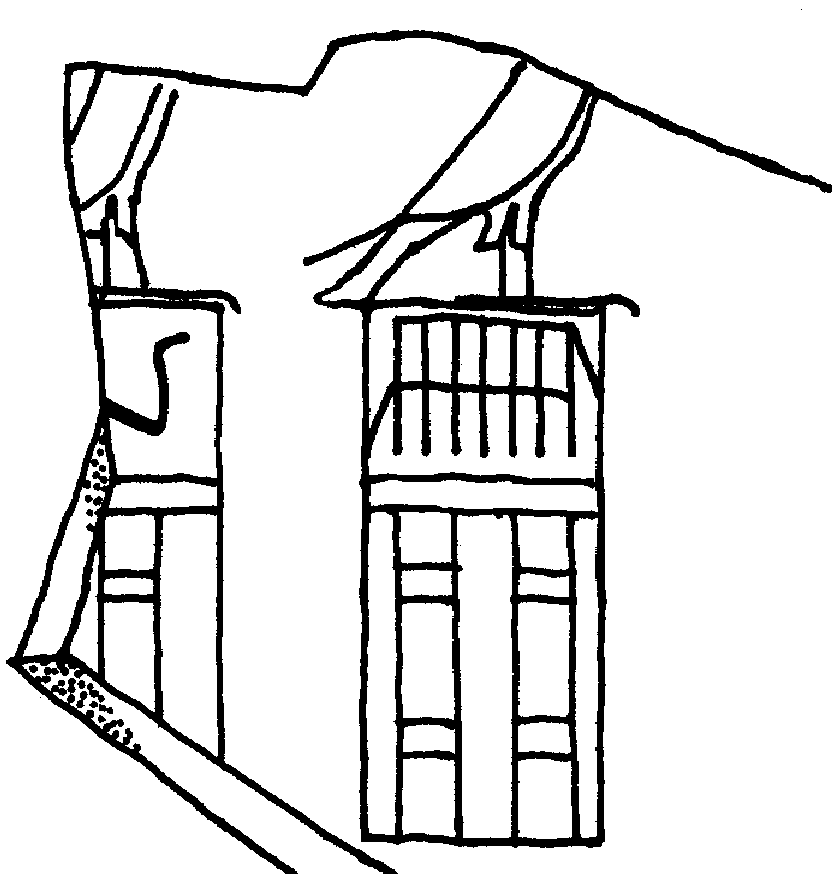
Fragment de récipient inscrit avec les deux serekhs côte à côte d'Ouadji et Djer et découvert dans la nécropole royale d'Ouum el-Qa'ab[16].
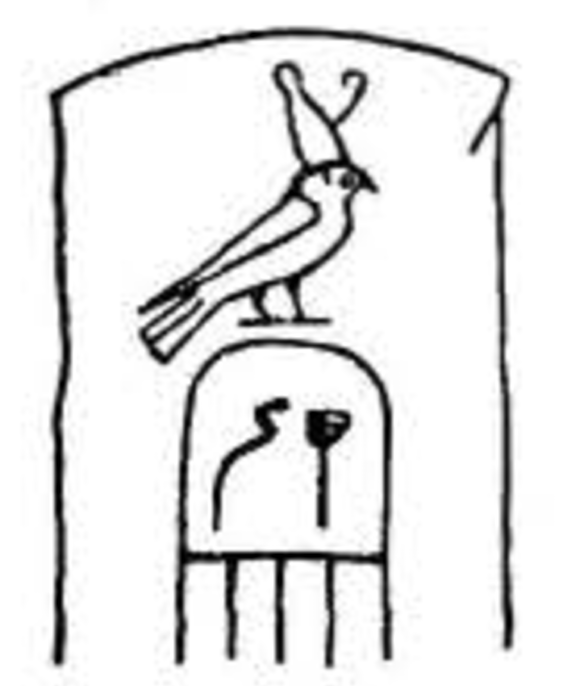
Serekh de Ouadji inscrit au Shatt er-Rigal et dessiné par Georges Legrain[24].

### Attestations ultérieures
Le roi devait être nommé sur la pierre de Palerme mais aucun des fragments retrouvés ne conserve son nom, contrairement à son prédécesseur et son successeur qui sont présents chacun sur deux fragments.
Le roi est également présent sur les listes royales ramessides sous un nom différent, le nom écrit étant corrompu par le temps :
- la liste royale d'Abydos, datée du règne de Séthi Ier (XIXe dynastie), dans laquelle le nom de Ita/Itiou est inscrit à la quatrième position[29],
- le canon royal de Turin, daté de la XIXe dynastie, dans lequel le nom de Itai/Itioui est inscrit à la quatorzième position de la troisième colonne[29].

Concernant les listes manéthoniennes, le quatrième roi de la dynastie est nommé Ouenephês (Ουενεφης) et aurait régné quarante-deux ans (selon  la version d'Eusèbe de Césarée) ou vingt-trois ans (selon la version d'Africanus).

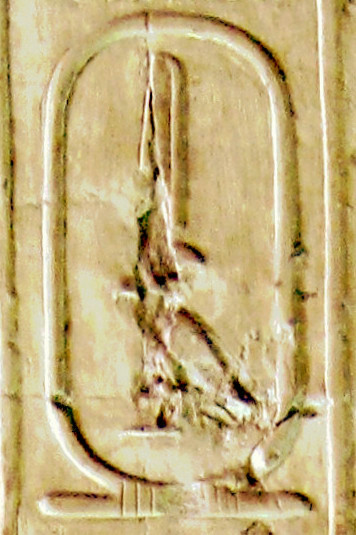
Cartouche de Ita/Itiou dans la liste d'Abydos.

## Lecture des noms
Le nom d'Horus du roi est transcrit parfois Djet/Zet, parfois Ouadji. Si la première forme a longtemps prévalu, il semble que la seconde est à privilégier car une et une seule attestation du nom du roi montre le hiéroglyphe du cobra égyptien être précédé du hiéroglyphe du papyrus qui se lit ouadj,.
Le nom de Nebty du roi semble être inscrit sur une étiquette découverte dans la tombe S3504 à Saqqarah. La première remarque est que le titre « Nebty » (nb.ty), habituellement constitué des hiéroglyphes des déesses Nekhbet et Ouadjet chacune au-dessus d'une corbeille (nb), voit le hiéroglyphe de la déesse Ouadjet remplacé par celui de la couronne rouge. Ce nom est constitué des deux hiéroglyphes, le premier, sous la couronne rouge, représente le sanctuaire par excellence de la Basse-Égypte situé à Bouto et nommé « Per-nou » (Pr-nw), tandis que celui de droite, sous la déesse Nekhbet, représenterait de manière stylisée le sanctuaire par excellence de la Haute-Égypte situé à Nekhen et nommé « Per-our » (Pr-wr). Par analogie avec les Textes des pyramides, Alan Gardiner lit l'ensemble « Nebty Iterty » (Nb.ty Jtrty), qu'il traduit « Celui des Deux Côtés », les Deux Côtés étant la Basse et la Haute-Égypte. Ce nom « Iterty » rappellerait selon Alan Gardiner le nom inscrit dans les listes royales du Nouvel Empire.

## Règne

### Durée du règne
On situe son règne à la fin du IVe millénaire ou au début du IIIe millénaire avant notre ère. La durée du règne d'Ouadji est inconnue. Un seul festival de Sokar est attesté par des étiquettes en ivoire datant de son règne, dont la durée est estimée entre six et dix ans. Selon Wolfgang Helck, il règne dix ans. D'après une entrée de calendrier, Djer est connu pour être mort un septième jour du troisième mois de Peret tandis qu'Ouadji a commencé son règne sur un vingt-deuxième jour du quatrième mois de Peret. La raison de ces quarante-cinq jours d'interrègne est inconnue. Toujours est-il que les durées de règne données par les sources manéthoniennes, quarante-deux et vingt-trois ans sont largement surestimées selon les chercheurs modernes.

### Activités
Les détails du règne d'Ouadji inscrits sur la pierre de Palerme sont perdus. Cependant, les découvertes de fragments de vases et d'empreintes de sceaux prouvent qu'il y avait d'intenses activités commerciales avec la Syrie et la Palestine à l'époque. En effet, dans les tombes datant de son règne situées à Saqqarah, Tarkhan et Abydos ont été retrouvées des poteries provenant de Palestine. Les tombes datées du règne révèlent que le travail du métal avait atteint un certain niveau de maîtrise sous la Ire dynastie comme le montre les grosses herminette et hache en cuivre retrouvées dans les tombes subsidiaires autour la tombe royale.
. D'autres activités peuvent être déduites des deux seules tablettes d'années connues de son règne, dont l'une est conservée en deux exemplaires. La lecture des événements décrits sur les stèles est très problématique. Helck a traduit : « Année de la planification du sous-sol (?) de la double plante, naissance des bourgeons de lotus, debout dans le sanctuaire de la couronne des deux Maîtresses ». La tablette de l'autre année mentionne une victoire, la production d'une statue et peut-être la création d'une forteresse<.
Les sceaux d'argile prouvent que le fonctionnaire Amka a commencé sa carrière sous le roi Djer, comme gérant du domaine « Hor-sekhenti-djou ». Sous Ouadji, Amka devient intendant royal. Dans les premières années du successeur du roi, Amka meurt après sa nomination à des responsabilités régionales dans le delta occidental du Nil. sont D'autres hauts fonctionnaires du règne d'Ouadji sont connus : Sekhemkasedj, enterré probablement dans la tombe S3504 à Saqqarah et administrateur de domaines royaux, notamment celui d'Ouadji nommé « Horus Ouadji » (Wȝḏ(j)-Ḥr) et Setka.
À sa mort, il semble que le roi laisse la gestion du royaume à son jeune fils Den, sous la régence de son épouse Merneith, dont la place exceptionnelle qu'elle prendra lui donnera le droit à de royales funérailles.

## Sépulture

Plan de la tombe d'Ouadji à Abydos.

Le mastaba d'Ouadji est située dans la tombe Z dans le cimetière d'Oumm el-Qa'ab dans la nécropole royale d'Abydos. Elle est située à l'ouest de celle de son prédécesseur, le roi Djer. Autour de la tombe d'Ouadji se trouvent 174 sépultures subsidiaires, la plupart d'entre elles étant des servantes qui ont été sacrifiées à la mort d'Ouadji pour le servir dans l'au-delà. Une stèle a été trouvée dans la tombe d'Ouadji. Elle représente un serekh, symbolisant le palais royal surmonté du faucon d'Horus, enfermant, dans la cour, vue en projection verticale, le hiéroglyphe du serpent, le tout formant le « nom d'Horus », premier nom de la titulature royale qui en comprendra cinq, dès l'Ancien Empire. Un peigne en ivoire portant le nom d'Ouadji ainsi qu'une image de la stèle ont également été retrouvés à l'intérieur de la tombe. Des outils et des poteries en cuivre ont également été trouvés dans la tombe, une trouvaille courante dans les tombes égyptiennes. Il y a des preuves que la tombe d'Ouadji a été brûlée intentionnellement, ainsi que d'autres tombes à Abydos de cette période. Les tombes ont ensuite été restaurées en raison de l'association avec le culte d'Osiris.